# Майка!
„Майка!“ (на английски: Mother!) е американски филм на ужасите от 2017 г., написан и режисиран от Дарън Аронофски, и участват Дженифър Лорънс, Хавиер Бардем, Ед Харис, Мишел Пфайфър, Домнал Глийсън, Браян Глийсън и Кристен Уиг. Премиерата на филма е в Съединените щати на 15 септември 2017 г. от „Парамаунт Пикчърс“.